# 함정과 진자 (2009년 영화)
《함정과 진자》(영어: The Pit and the Pendulum)는 미국에서 제작된 데이비드 더코토 감독의 2009년 공포 에로 스릴러 영화이다. 로리엘 뉴 등이 출연하였다.

## 출연진
- 로리엘 뉴
- 바트 보이틸라
- 에이미 패프래스
- 그레그 세스테로
- 제이슨셰인 스콧
- 앤드루 보언
- 제이슨 스튜어트